# دلقک‌ها (فیلم ۱۳۵۰)
دلقک‌ها فیلمی به کارگردانی مهدی رئیس فیروز و نویسندگی فریدون گله محصول سال ۱۳۵۰ است.

## داستان
جوان از زندگی اش راضی است به شرطی که مادرش آنقدر او را تشویق به ازدواج نکند او جوانی خوش قلب و کمی هم مضحک است…

## بازیگران
- رضا بیک ایمانوردی
- مرجان
- حسن رضیانی
- لی‌لی
- عزت‌اله نوید
- حمیده خیرآبادی